# Fragarach
Nella mitologia irlandese Fragarach è la spada, nota anche come "Colei che dà le risposte" o "Vendicatrice", di Manannan mac Lir e di Lúg Lamfada. Manannan che per primo ne fa la sua arma la passerà a Lúg, suo figlio adottivo.

## Caratteristiche
I poteri attribuiti a questa spada sono molteplici:
- se puntata alla gola di qualcuno, questi sarebbe stato obbligato a dire la verità (da cui il nome di "Colei che dà le risposte");
- capacità di placare i venti secondo il desiderio di chi la usa;
- capacità di penetrare qualsiasi tipo di armatura con un solo colpo;
- una volta estratta, aveva il potere di prosciugare le forze a tutti coloro contro i quali era stata innalzata, lasciandoli deboli e vulnerabili.

Sembra inoltre che chiunque fosse anche solo ferito dalla lama morisse in breve tempo, forse a causa di un veleno o di una maledizione associata all'arma.

### Nella cultura di massa
Nel franchise Fate Fragarach è la spada di Bazett. Qualora l'avversario attui il suo attacco più potente, l'arma riavvolge il tempo e lo colpisce per prima.